# Hans-Jochen Beilke
Hans-Jochen Beilke (* 30. März 1950 in Teterow) ist ein deutscher Manager.

## Jugend und Ausbildung
Beilke verbrachte die ersten Jahre seiner Kindheit in Attlisberg. Nach einer kurzen Periode in der Stadt Singen nahe Konstanz, gelangte er 1964 im Jugendalter nach Waldshut-Tiengen nahe der Grenze zur Schweiz. 1972 begann er ein Studium der Wirtschaftswissenschaften an der FH Reutlingen, das er 1975 erfolgreich abschloss. 

## Beruf
1975 begann die berufliche Karriere von Hans-Jochen Beilke bei der Reutlinger Wafios AG. Über die Firma Happich in Belgien und die Schäfer Unternehmensgruppe kam er 1981 zum Maschinenbauer Trumpf in Ditzingen nahe Stuttgart. Dort wurde er Assistent von Berthold Leibinger, dem damaligen Firmenchef der Trumpf GmbH & Co. KG und heutigen Stifter und Vorsitzenden des Stiftungskuratoriums der Berthold Leibinger Stiftung. 1990 wurde Beilke Geschäftsführer von Leuze electronic im baden-württembergischen Owen/Teck, im Jahr 2002 wechselte er zurück zur Trumpf-Gruppe. Dort war er bis 2003 Geschäftsführer der Firmentochter Hüttinger Elektronik in Freiburg im Breisgau und Sprecher des Geschäftsbereichs Elektronik/Medizintechnik. Mitte 2003 wurde Hans-Jochen Beilke zurück in die Zentrale nach Ditzingen berufen und fungierte ab diesem Zeitpunkt als Geschäftsführer Marketing und Vertrieb der Trumpf Werkzeugmaschinen GmbH & Co. KG.
Seit 1. Oktober 2006 war Hans-Jochen Beilke Vorsitzender der Geschäftsführung der ebm-papst Gruppe mit Firmensitz im hohenlohischen Mulfingen. Nach sechsjähriger Tätigkeit als Vorsitzender der Geschäftsführung der ebm-papst Unternehmensgruppe zog sich Hans-Jochen Beilke zum 30. September 2012 in den Ruhestand zurück. Beilke ist weiter aktiv in mehreren Beiräten mittelständischer Unternehmen.

## Sonstiges
Beilke ist verheiratet und hat drei Söhne.

## Nachweise
1. ↑   Führungswechsel bei ebm-papst (Memento vom 26. November 2012 im Internet Archive), abgerufen am 3. Mai 2024.